# Racquinghem
Racquinghem (flämisch: Rakinghem) ist eine französische Gemeinde mit 2197 Einwohnern (Stand: 1. Januar 2022) im Département Pas-de-Calais in der Region Hauts-de-France. Sie gehört zum Arrondissement Saint-Omer und zum Kanton Fruges.

## Geographie
Racquinghem liegt etwa neun Kilometer südöstlich von Saint-Omer am Canal de Neuffossé. Umgeben wird Racquinghem von den Nachbargemeinden Renescure im Norden, Blaringhem im Osten, Roquetoire im Süden und Südwesten, Quiestède im Südwesten, Heuringhem im Westen sowie Wardrecques im Nordwesten.
Durch die Gemeinde führt die frühere Route nationale 43 (heutige D943).

## Bevölkerungsentwicklung
| Jahr      | 1962 | 1968 | 1975 | 1982 | 1990 | 1999 | 2006 | 2012 | 2020 |
| Einwohner | 919  | 976  | 1219 | 1816 | 2368 | 2334 | 2210 | 2319 | 2218 |

## Sehenswürdigkeiten
- Kirche Notre-Dame aus dem 19. Jahrhundert

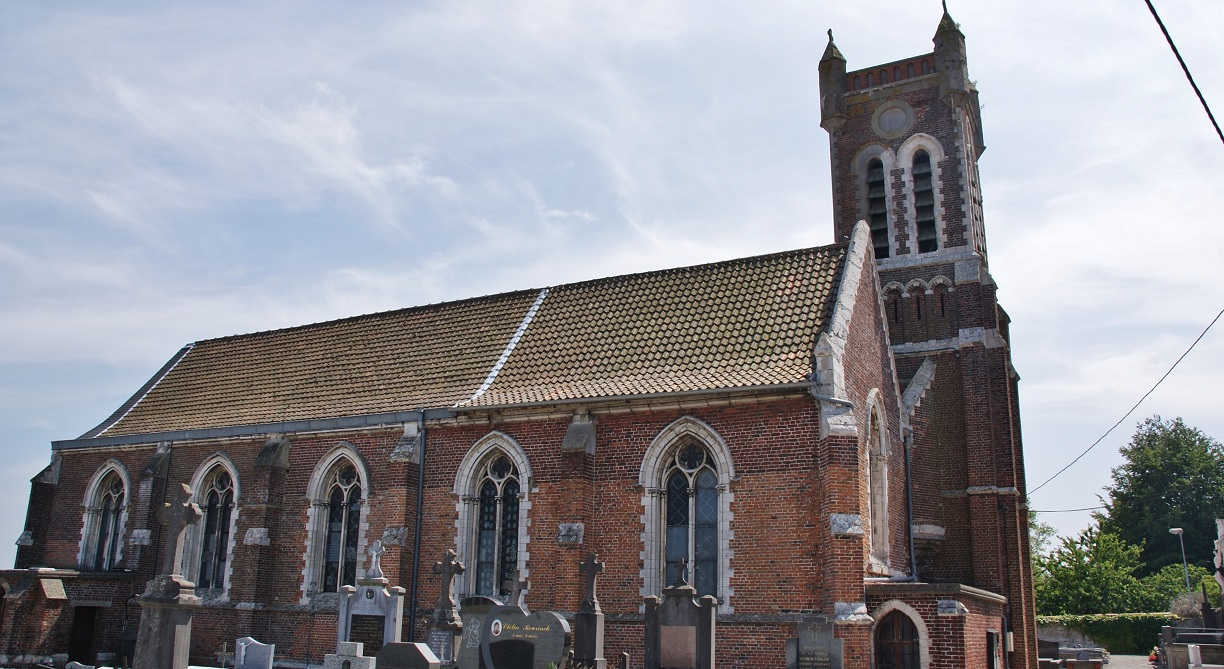
Kirche Notre-Dame

- Schloss Bambecque